# گریگور وانه‌تسی
گریگور وانه‌تسی (ارمنی: Գրիգոր Վանեցի؛ انگلیسی: Grigor Vanetsi زادهٔ - درگذشته) ۱۶ام یا ۱۷ام، شاعر و نویسنده اهل ارمنستان بود.

## زندگی‌نامه
وی در سده ۱۶ام در وان به دنیا آمد .  وی در سده ۱۷ام درگذشت.